# 祖什齊
49°50′43″N 23°42′20″E / 49.84528°N 23.70556°E
祖什齊（烏克蘭語：Зушиці），是烏克蘭的村落，位於該國西部利沃夫州，由戈羅多克區負責管轄，面積4.99平方公里，2001年該村落人口181，人口密度每平方公里36.27人。